# Беселеф
Беселеф (фр. Béceleuf) насеље је и општина у западној Француској у региону Поату-Шарант, у департману Де Севр која припада префектури Ниор.
По подацима из 2011. године у општини је живело 716 становника, а густина насељености је износила 37,61 становника/km². Општина се простире на површини од 19,04 km². Налази се на средњој надморској висини од 140 метара (максималној 122 m, а минималној 39 m).

## Демографија
| 1962. | 1968. | 1975. | 1982. | 1990. | 1999. | 2011. |
| ----- | ----- | ----- | ----- | ----- | ----- | ----- |
| 477   | 560   | 571   | 526   | 586   | 601   | 716   |

График промене броја становника у току последњих година